# Лайк Настя
Анастасія Радзинська (рос. Анастасия Радзинская; нар. 27 січня 2014, Краснодар, Росія) або Like Nastya — російськомовна відеоблогерка на YouTube. Вона і її батьки ведуть шість сімейних каналів, що випускають ролики переважно для дитячої аудиторії: Like Nastya, Stacy Toys, Stacy Show, Funny Stacy і Funny Stacy PRT. Станом на листопад 2019 року канали Анастасії мають понад 103 мільйони підписників і понад 40 мільярдів переглядів.
Її найбільший канал (Like Nastya Vlog) також є 4-м за кількістю передплатників особистим каналом YouTube у світі, і 13-м за кількістю передплатників каналом у світі.
Зміст усіх її каналів зосереджено на тому, як Настя грає, навчається, одягається, ходить в парки розваг, розповідає дитячі казки та вірші. До неї часто приєднуються її батько, кішка і друзі.

## Історія
Анастасія Радзинська народилася в Краснодарі 2014 року. При народженні лікарі поставили їй діагноз ДЦП та прогнозували, що вона ніколи не зможе говорити. У 2016 році її батьки почали знімати на відео YouTube про Анастасію, щоб відстежувати її успіхи, займаючись розпакуваннями іграшок та дитячими іграми. У 2018 році вона і її сім'я переїхала з Краснодара в Сполучені Штати, і тепер вони живуть у Флориді.
Її мати Ганна Радзинська мала весільний салон в Краснодарі, який, за її словами, приносив 300 тисяч рублів у місяць. Батько мав будівельну фірму з 20 співробітниками, яка була більш прибутковою, але дохід був нестабільним.
2015 року батьки продали свої компанії та в січні 2016 року створили канал Like Nastya. Спочатку він працював у поширеному жанрі розпакування іграшок і мав невелике число підписників, але пізніше перекваліфікувався на показ дитячих парків розваг у різних країнах. За перші 7 місяців сім'я організаторів відвідала 6 країн.
Ця діяльність вимагала 1-1,5 мільйона рублів в місяць, які сім'я організаторів спочатку брала зі своїх коштів, але пізніше відеоблог став окупатися. Грошові кошти бралися з партнерської програми YouTube.
За оцінками аналітика Ярослава Андрєєва, засновника WildJam, дохід каналу на 2017 рік становив близько 5 мільйонів рублів на місяць. Оцінка заснована на тому факті, що в російськомовному сегменті один мільйон переглядів одного відео з однією рекламною вставкою на каналі, що бере участь в партнерській програмі, приносить близько 7 тисяч рублів.
Інша спеціалізація каналу — постановчі ігрові відео з героями російського мультсеріалу «Маша та Ведмідь». Також у батьків Насті є інший канал, Like Nastya Vlog.

## Кар'єра на YouTube
Коли канал Анастасії почав отримувати великі перегляди, її батьки вирішили присвятити більше часу розвитку на YouTube. У 2017 році батьки Анастасії підписали контракт з Yoola, багатоканальною мережею YouTube, яка допомагає авторам розробляти, локалізувати й монетизувати свій контент і аудиторію. За даними Forbes, Анастасія «стала одним з найбільших творців зі швидким зростанням у світі завдяки відео сімома мовами».